# Montagnareale
Montagnareale (Muntagna Rriali in siciliano) è un comune italiano di 1 346 abitanti della città metropolitana di Messina in Sicilia.
Il centro abitato è situato sui Nebrodi settentrionali, nel gruppo dei monti dei Saraceni.

## Storia
Il paese si chiamava in origine Casale della Montagna, era alle dipendenze di Patti, comune limitrofo, insieme ad altri casali; fra questi era il casale più grosso e più importante, poiché forniva prodotti che venivano esportati dai Pattesi anche all'estero. La principale attività era costituita soprattutto dall'allevamento di maiali e di pecore, oltre alla coltivazione intensiva di castagne e fichi ed una fiorente industria della seta e del lino.
Raggiunta una certa prosperità e ricchezza, il Casale della Montagna mal tollerava il dominio pattese. Nel 1636, Filippo IV di Spagna, impegnato nella guerra contro la Francia, si rivolgeva alle città dei suoi Stati, tra le quali si annoverava Patti, implorando soccorso in denaro. La lettera di Filippo IV arrivava a Patti quando la città era minacciata dalla separazione del più importante dei suoi casali, cioè l'odierna Montagnareale. Con l'appoggio di Don Basilio Sidoti, nobile messinese e membro del Consiglio patrimoniale, il Casale della Montagna lavorava da tempo per ottenere l'autonomia. Malgrado le proteste e le minacce della città di Patti di non contribuire alle richieste di aiuto del re Filippo IV, la separazione da quest'ultimo fu accettata a condizione che i montagnarealesi pagassero alla Corte Regia quattromila scudi.
Nell'ottobre del 1636, il Casale della Montagna era già autonomo e assumeva il nome di Montagna Reale o Regia, ad indicare la liberazione dal dominio pattese e la diretta dipendenza dal Regio Demanio. Al territorio di Montagnareale veniva aggiunto il feudo della Rocca, che apparteneva alla città di Patti. Contro il parere dei patrizi montagnarealesi, Montagnareale fu poi venduta a Don Antonio Scribano, genovese, il quale, il 13 luglio 1639, la rivendette a Don Basilio Sidoti, che ne prese possesso col titolo di Duca. Sotto il governo degli Ansalone, e successivamente dei Vianisi, Montagnareale si sviluppò economicamente e demograficamente. Nonostante le pesti, le carestie, i terremoti, come quello terribile del 1693, la popolazione aumentò.
La "jus populandi" portava verso i comuni feudali, fra cui Montagnareale, parte della popolazione delle città e delle terre demaniali. Questo fenomeno provocò il trasferimento a Montagnareale di numerosi braccianti e coloni ed anche di famiglie pattesi.
Nel corso della Seconda Guerra Mondiale il paese fu vittima di un bombardamento che coinvolse anche il paese confinante Patti, il centro storico di Montagnareale non ne risentì però poiché furono coinvolte solo alcune contrade. Se non fosse stato per un anonimo cittadino che convinse i generali tedeschi, sarebbe stata posizionata una contraerea nel centro del paese, fatto che probabilmente l'avrebbe distrutto.

### Simboli
Lo stemma, il gonfalone e la bandiera del comune di Montagnareale sono stati concessi con decreto del presidente della Repubblica Italiana del 13 febbraio 2006.
Il gonfalone è un drappo di giallo con la bordatura di azzurro.

La bandiera è un drappo di giallo con la bordatura di azzurro

## Monumenti e luoghi d'interesse

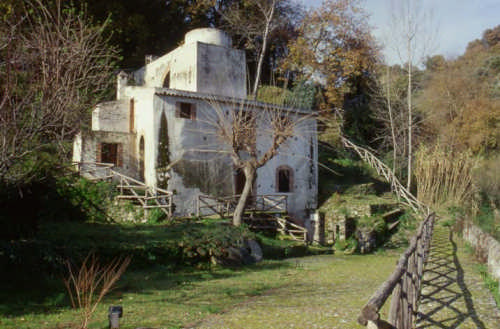
Il Mulino di Capo

Nel paese e sul territorio di Montagnareale vi sono parecchi luoghi da visitare. Uno dei più suggestivi è il Mulino di capo, bene acquistato dal comune negli anni '80 e restaurato, che è diventato meta di turisti, scolaresche e studiosi. A differenza di tutti gli altri mulini che sono presenti lungo il corso del torrente Montagnareale, questo è l'unico ancora perfettamente funzionante; l'alimentazione avviene con l'acqua del torrente che, dopo essere stata raccolta nel grande recipiente in muratura facente parte del fabbricato e nella vasca che si trova a monte, una volta aperta la saracinesca (grosso rubinetto), va ad azionare una ruota orizzontale, con pale in legno che a sua volta tramite apposite cinghie aziona il mulino in pietra. Nel mese di agosto ospita serate danzanti e di piano bar durante le quali è permesso l'accesso al suo interno dove si trova anche il museo. Altro luogo suggestivo è Rocca Saracena, una pineta con in mezzo un fabbricato (rifugio) e tanti tavoli e sedili in legno tutto intorno, divenuta meta di scampagnate, gite e lunghe passeggiate per i Montagnarealesi, gli abitanti dei paesi vicini ed i turisti. 
All'interno del paese vi sono tre chiese: in centro la Chiesa Madre, dedicata alla Madonna delle Grazie, festeggiata e portata in processione il 15 agosto in spalla per le vie del paese da 24 flagellanti—uomini vestiti di bianco e scalzi che dalla porta principale della chiesa si portano fino all'altare camminando sulle ginocchia e percuotendosi le spalle con delle catene, e quindi, dopo aver preso la comunione, si mettono in spalla la Madonna del peso di 24 “cantara” (circa 1.900 chilogrammi) e la portano in giro per il paese. Nella piazza omonima è situata la Chiesa di Santa Caterina, e nella parte alta del paese la Chiesetta di San Sebastiano immersa in un'oasi naturale ricca di pini e cipressi, dove si snodano i “Sentieri dello Spirito”, luoghi ove sono stati collocati due busti, rispettivamente di Papa Giovanni XXIII e di Papa Giovanni Paolo II; di fronte alla chiesetta è stata anche collocata una grande statua del Cristo Risorto, rivolta verso il paese e verso il suggestivo Golfo di Patti. Ogni contrada ha la propria Chiesetta: in Contrada Laurello troviamo la Chiesa di San Basilio, in Contrada Santa Nicolella troviamo la Chiesa dedicata alla Madonna del Tindari, in Contrada Bonavita una Cappella dedicata a Santa Lucia e in contrada San Giuseppe la Chiesa dedicata allo stesso Santo.
Monumento ai Caduti - Dedicato al Cap Pilota Gioacchino Aragona

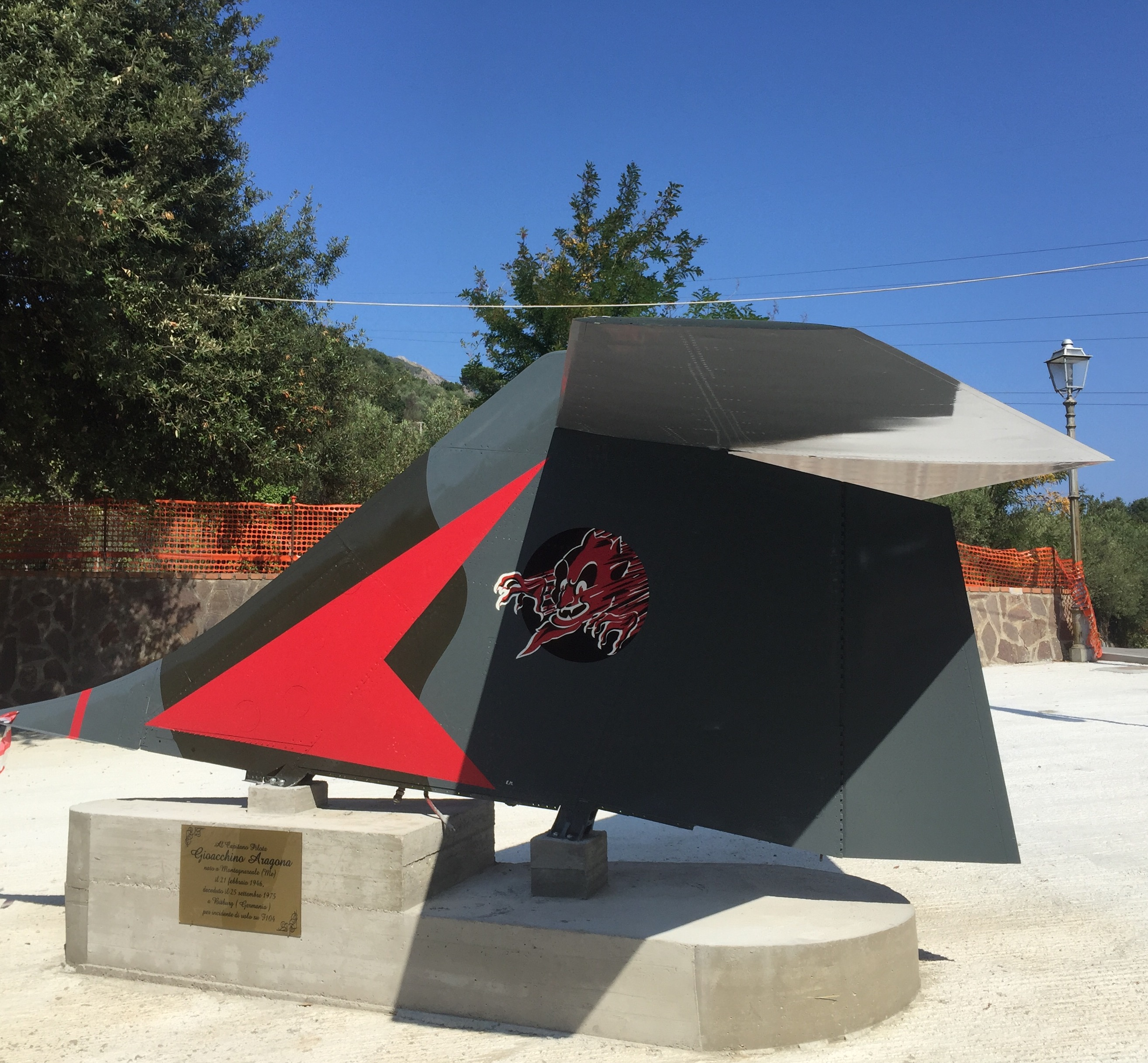

Nell'anniversario del 70 anno dalla nascita del capitano pilota del 6 stormo Gioacchino Aragona, il comune di Montagnareale in sinergia con l'Aeronautica militare e la famiglia Aragona, ha chiesto ed ottenuto una deriva di un F 104 starfighter con i colori del 6 stormo 154º gruppo a cui apparteneva il pilota.
Il monumento ai caduti ricorda la tragica scomparsa avvenuta il 25 settembre 1975 dopo un'esercitazione svoltasi nella base di Bitburg, in Germania, durante il volo di trasferimento per il rientro a Ghedi (BS) a bordo del velivolo F 104. In quel fatidico incidente persero la vita il Tenente Colonnello Franzoni, il Capitano Lanzo, il Capitano Sola ed il Capitano Aragona, le cui spoglie sono custodite a Roma nel "Tempio Sacrario" sito presso il Cimitero Monumentale del Verano.
Il monumento è posto all'ingresso del cimitero di Montagnareale a ricordo di tutti i caduti che sacrificano la loro vita ed è il simbolo di attaccamento alla patria e ai valori sani della vita.

## Società

### Evoluzione demografica
Abitanti censiti

## Cultura

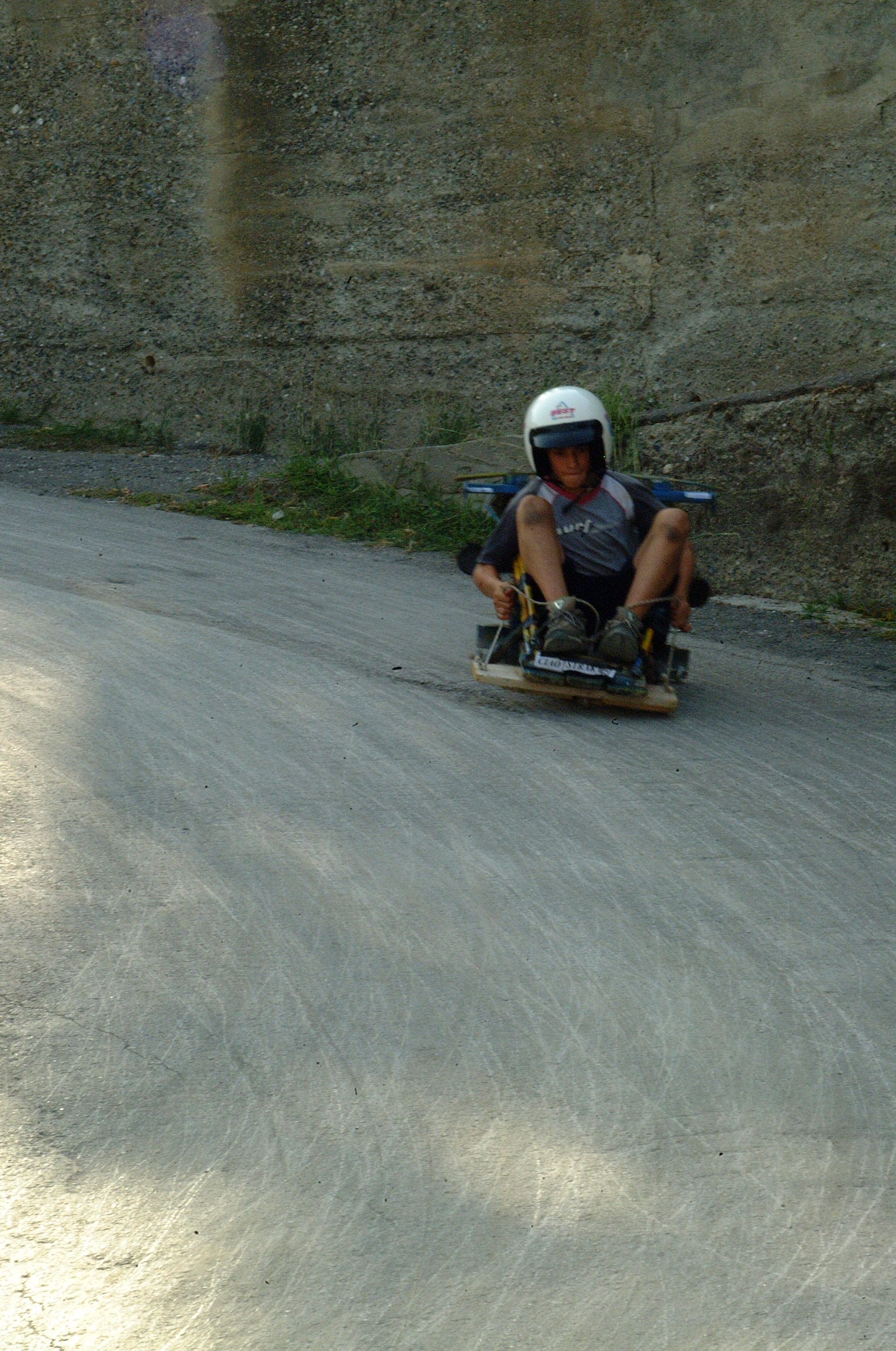
Un partecipante del I Torneo dei carretti durante una delle tre discese

Durante il periodo estivo a Montagnareale si tengono parecchie manifestazioni che attirano sempre molto pubblico, tra queste spiccano la processione della Madonna delle Grazie, di cui abbiamo parlato prima, la “Sagra dei maccheroni” che si tiene ogni 10 agosto, la "Sagra delle polpette" e la "Sagra dei cannoli". La “Sagra della castagna”, che è ormai giunta alla sua 40ª edizione, non si svolge durante il periodo estivo, bensì l'ultima domenica di ottobre; vengono distribuite gratuitamente agli intervenuti caldarroste e la sagra è ormai diventata famosa in tutti i comuni vicini attirando ogni anno moltissima gente in paese. Ogni anno a Montagnareale vengono ad esibirsi cantanti famosi: negli ultimi anni si sono esibiti i Nomadi, gli Stadio, Fabio Concato, Toto Cutugno, Ivana Spagna, nel 2007 Irene Grandi che ha attirato quasi 10000 persone nel campo sportivo del piccolo comune nebroideo, Angelo Branduardi e nel 2012 Dolcenera, finalista del Festival di Sanremo di quell'anno. I giovani del paese cominciano a farsi avanti nel proporre nuove manifestazioni, tra le quali spicca il “Torneo dei carretti”, dove i partecipanti corrono per una discesa del paese con dei veicoli, che hanno come ruote dei cuscinetti a sfera, costruiti da loro stessi.

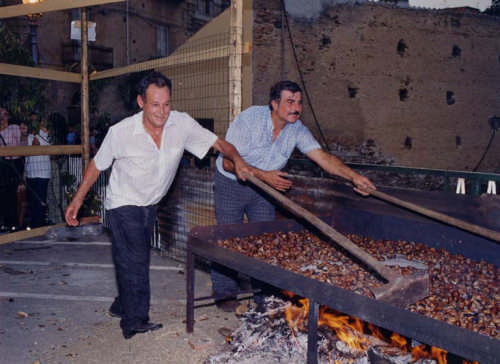
Due persone del paese cuociono le castagne durante la sagra omonima

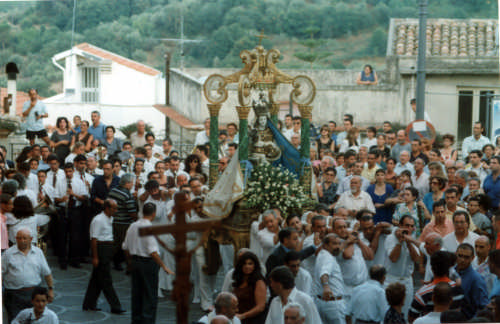
Processione della Madonna delle Grazie. Sotto la statua i 24 flagellanti

Montagnareale: il paese delle fontane.

## Amministrazione

Gonfalone comunale

Di seguito è presentata una tabella relativa alle amministrazioni che si sono succedute in questo comune.
| Periodo        | Periodo        | Primo cittadino        | Partito              | Carica  | Note  |
| -------------- | -------------- | ---------------------- | -------------------- | ------- | ----- |
| 7 giugno 1985  | 22 maggio 1990 | Antonino Sidoti        | Democrazia Cristiana | Sindaco | [ 7 ] |
| 22 maggio 1990 | 13 giugno 1994 | Antonino Sidoti        | Democrazia Cristiana | Sindaco | [ 7 ] |
| 18 giugno 1994 | 25 maggio 1998 | Antonino Sidoti        | -                    | Sindaco | [ 7 ] |
| 25 maggio 1998 | 27 maggio 2003 | Tindaro De Luca Gaglio | lista civica         | Sindaco | [ 7 ] |
| 27 maggio 2003 | 17 giugno 2008 | Antonino Sidoti        | lista civica         | Sindaco | [ 7 ] |
| 17 giugno 2008 | 8 luglio 2013  | Anna Sidoti            | lista civica         | Sindaco | [ 7 ] |
| 8 luglio 2013  | 10 giugno 2018 | Anna Sidoti            |                      | Sindaco | [ 7 ] |
| 10 giugno 2018 | in carica      | Rosario Sidoti         |                      | Sindaco | [ 7 ] |

### Altre informazioni amministrative
Il comune di Montagnareale fa parte delle seguenti organizzazioni sovracomunali: regione agraria n.8 (Colline litoranee di Patti).

## Sport

### Calcio
La principale squadra di calcio della città è l’A.S.D. Polisportiva Montagnareale che ha militato nel girone D siciliano di 2ª Categoria fino al 2014. Nella stagione 2013/2014, vincendo il campionato, è arrivata la storica promozione in Prima Categoria. Nella stagione 2014/2015 riesce a centrare l'obbiettivo salvezza, riuscendo a rimanere in Prima Categoria per un altro anno.